# Паспорт гражданина Колумбии

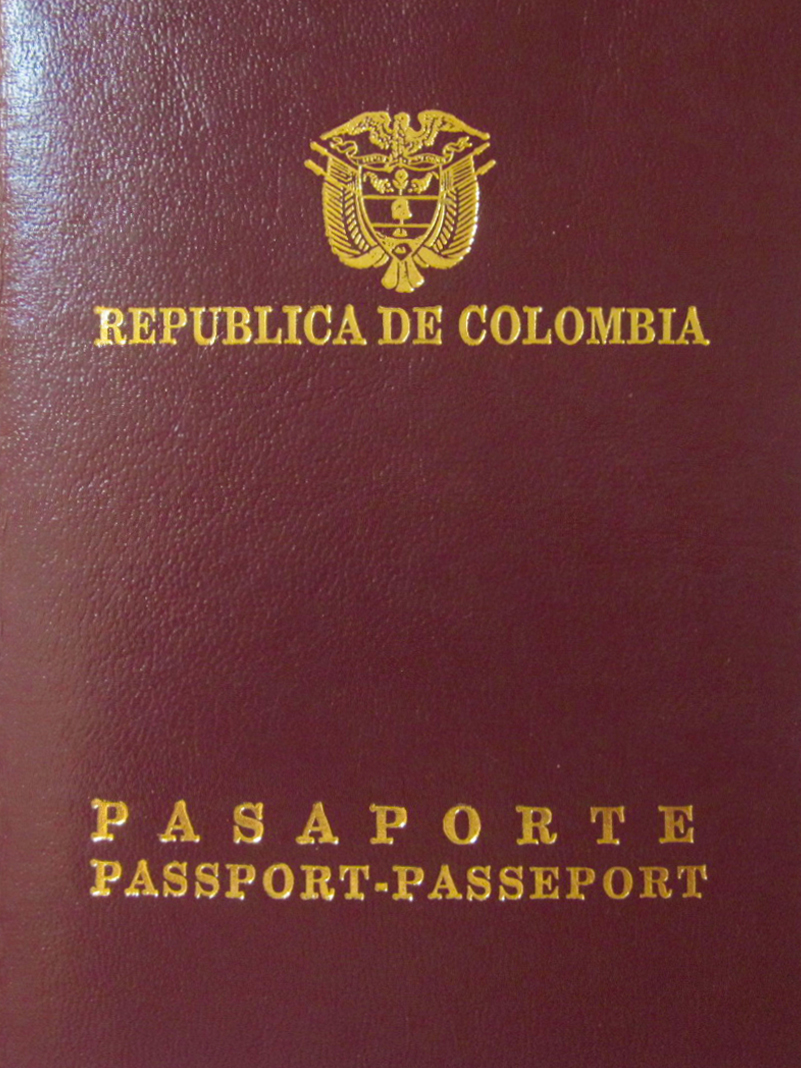
Внешний вид

Паспорт гражданина Колумбии — официальный документ, выдающийся гражданам Колумбии  для удостоверения их личности и для поездок за границу. Для того, чтобы путешествовать по странам Андского сообщества и стран-участниц сообщества UNASUR, граждане Колумбии могут использовать своё удостоверение личности.

## Выдача паспорта
Колумбийский паспорт может быть выдан в любых Офисах Консула Министерства Международных Отношений Колумбии, расположенных в каждой столице департамента Колумбии, в некоторых городах средней величины и в консульствах и посольствах Колумбии за границей.